# موت الأطفال

شعار: محرك بحث قوقل يحتفي بمناسبة يوم الطفل في كينيا، رفعت شعارات مماثلة على محرك بجث قوقل في نطاقات مختلفة حسب احتفال كل دولة بيوم الطفل.

معدل وفيات الأطفال والمعروف أيضاً بـالوفيات تحت الخامسة ويشير إلى وفاة الأطفال والرضع تحت عمر الخامسة. في عام 2009 توفي 8.1 مليون طفل، نزولا عن 8.8 في 2008 و12.4 مليون في 1990. نصف عدد الوفيات الأطفال تحدث في أفريقيا. وما يقرب من 60 بلداً آخر يشكلون 94% من الوفيات تحت سن الخامسة. تخفيض عدد الوفيات هو الهدف الرابع لالأمم المتحدة من المرامي الإنمائية للألفية.

## الأسباب

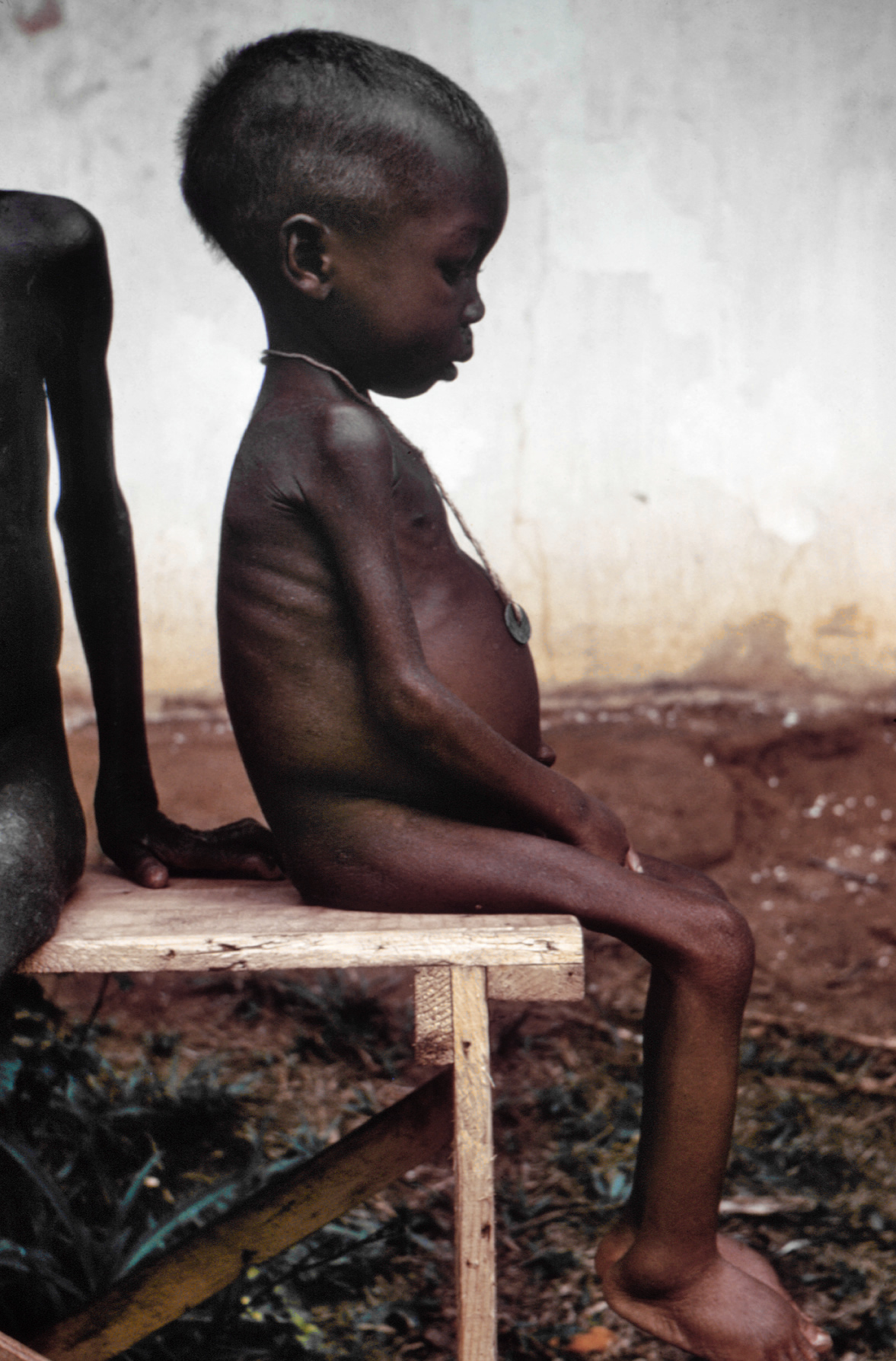
طفلة تعاني من سوء التغذية في نيجيريا نتيجة الحرب الأهلية النيجيرية

وفقاً لليونيسيف فإن معظم وفيات الأطفال (70% من البلدان النامية) نتيجة واحد من الأسباب الخمسة التالية أو مجموعة منها:
- التهابات الجهاز التنفسي الحادة
- إسهال
- حصبة
- ملاريا
- سوء تغذية

ثلثي الوفيات يمكن تجنبها، سوء التغذية ونقص المياه الصالحة للشرب والصرف الصحي يسهم بنصف عدد الوفيات. الأبحاث والتجارب تبين أن معظم الأطفال الذين يموتون في كل عام يمكن تفاديها بتقنية منخفضة، وكلفة مخفضة، وبتدابير فعّآلة مثل اللقاح والمضادات حيوية، المغذيات الدقيقة التكميلية، الناموسيات لتفادي المبيدات الحشرية، تحسين الرعاية الأسرية، الرضاعة الطبيعية ومعالجة الجفاف الفموي. بالإضافة لتوفير اللقحات والمضادات الحيوية يمكن أيضاً أن يتوفر تعليم للأمهات عن كيفية إجراء تغييرات بسيطة لظروف المعيشة مثل تحسين النظافة من أجل زيادة صحة أطفالهم. حيث أن الأمهات المتعلمات تزداد ثقتهن بقدرتهن على رعاية أبنائهن، وبالتالي توفير بيئة صحية لهم.

## الوقاية
الحفاظ علي حياة الأطفال هو من إحدى مجالات الصحة العامة ويهتم بالحد من وفيات الأطفال ومعالجة الأسباب الأكثر شيوعًا لوفيات الأطفال والتي تشمل الإسهال والالتهاب الرئوي والملاريا. من بين الأطفال دون الخامسة من العمر، يموت ما يقدر بنحو 5.6 مليون طفل كل عام بسبب هذه الأسباب والتي يمكن الوقاية منها.
وتتوافق استراتيجيات الحفاظ علي حياة الأطفال مع الأهداف الإنمائية للألفية الرابعة التي ركزت على تخفيض معدل وفيات الأطفال بنسبة 2/3 من الأطفال دون سن الخامسة قبل عام 2015. في عام 2015، تم استبدال الأهداف الإنمائية للألفية بأهداف التنمية المستدامة والتي تهدف إلى إنهاء هذه الوفيات بحلول عام 2030. من أجل تحقيق أهداف التنمية المستدامة، يجب تسريع التقدم في أكثر من 1/4 جميع البلدان (معظمها في جنوب الصحراء الكبرى).

### التدخلات منخفضة التكلفة
يمكن الوقاية من ثلثي وفيات الأطفال. وإنقاذ معظم الأطفال الذين يموتون كل عام من خلال تدابير منخفضة التقنية مثل اللقاحات والمضادات الحيوية ومكملات المغذيات الدقيقة وتحسين الرعاية الأسرية وممارسة الرضاعة الطبيعية، وعلاج الجفاف عن طريق الفم. تمكين المرأة، وإزالة الحواجز المالية والاجتماعية أمام الوصول إلى الخدمات الأساسية، وتطوير الابتكارات التي تجعل توفير الخدمات الحيوية أكثر إتاحة للفقراء وهذه التدخلات السياسية سمحت للنظم الصحية بتحسين الإنصاف والحد من الوفيات. في البلدان النامية، يمكن تخفيض معدلات وفيات الأطفال المتعلقة بأمراض الجهاز التنفسي والإسهال عن طريق إدخال تغييرات سلوكية بسيطة، مثل غسل اليدين بالصابون. هذا الإجراء البسيط يمكن أن يقلل من معدل الوفيات الناجمة عن هذه الأمراض بنحو 50 في المائة.
يمكن للتدخلات المثبتة والفعالة من حيث التكلفة أن تنقذ حياة ملايين الأطفال كل عام. قام قسم اللقاحات التابع للأمم المتحدة في عام 2014 بدعم 36% من أطفال العالم من أجل تحسين فرص بقائهم على قيد الحياة، ومع ذلك، فإن تدخلات التحصين منخفضة التكلفة لا تصل إلى 30 مليون طفل على الرغم من النجاح في الحد من شلل الأطفال والكزاز والحصبة.
لا يزال الكزاز يقتل أكثر من مليون طفل دون سن الخامسة كل عام. يكلف فيتامين (أ) 0.02 دولار فقط لكل كبسولة ويعطى من 2-3 مرات في السنة سيمنع العمى والموت. على الرغم من أن مكملات فيتامين (أ) قد خفضت معدل الوفيات بنسبة 12 إلى 24 في المائة، إلا أنه لم يتم الوصول إلا إلى 70 في المائة من الأطفال في عام 2015.
ما بين 250,000 و50,000 طفل يصابون بالعمى كل عام، يموت 70% منهم في غضون 12 شهرًا. علاج  الجفاف عن طريق الفم هو علاج فعال لتعويض السوائل المفقودة من خلال الإسهال؛ ومع ذلك، فإن 4 فقط من كل 10 أطفال (44 في المائة) من الأطفال المصابين بالإسهال يعالجون به.
إن رعاية المواليد الجدد - بما في ذلك تحصين الأمهات ضد الكزاز، وضمان ممارسات الولادة النظيفة في بيئة الولادة الصحية، وتجفيف الطفل ولفه مباشرة بعد الولادة، وتوفير الدفء اللازم، وتشجيع الرضاعة الطبيعية الفورية والمستمرة، والتطعيم، وعلاج العدوى بالمضادات الحيوية - يمكن أن إنقاذ حياة 3 ملايين من المواليد الجدد سنويا. يمكن أن يؤدي تحسين الصرف الصحي والحصول على مياه الشرب النظيفة إلى الحد من التهابات الأطفال والإسهال. أكثر من 30% من سكان العالم لا يحصلون على خدمات الصرف الصحي الأساسية، ويستخدم 844 مليون شخص مصادر غير آمنة لمياه الشرب.

### الجهود
وتشمل الوكالات التي تروج وتنفذ أنشطة الحفاظ علي حياة الأطفال في جميع أنحاء العالم اليونيسيف والمنظمات غير الحكومية؛ تشمل الجهات المانحة الرئيسية لبقاء الأطفال في جميع أنحاء العالم البنك الدولي ووزارة التنمية الدولية التابعة للحكومة البريطانية والوكالة الكندية للتنمية الدولية ووكالة الولايات المتحدة للتنمية الدولية. في الولايات المتحدة، تنتمي معظم وكالات بقاء الطفل غير الحكومية إلى ائتلاف يعمل من خلال العمل التعاوني، لإنقاذ حياة الأطفال الصغار في أشد بلدان العالم فقراً.

## علم الأوبئة
من عام 2000 إلى عام 2010، انخفض معدل وفيات الأطفال من 9.6 مليون إلى 7.6 مليون. من أجل خفض معدلات وفيات الأطفال، يجب أن يكون هناك تعليم أفضل ومستويات أعلى من الرعاية الصحية ومزيد من الحذر عند الإنجاب. ويمكن تخفيض معدل وفيات الأطفال من خلال حضور المهنيين عند الولادة والرضاعة الطبيعية ومن خلال الحصول على المياه النظيفة والصرف الصحي والتحصين.

### الاختلاف
توجد تباينات هائلة في معدلات وفيات الأطفال دون الخامسة. على الصعيد العالمي، يزيد خطر وفاة طفل في البلد الذي يوجد به أعلى معدل لوفيات دون سن الخامسة بحوالي 60 ضعفًا في البلاد التي تقل فيها معدلات وفيات الأطفال دون الخامسة. لا تزال جنوب الصحراء الكبرى في أفريقيا هي المنطقة التي بها أعلى معدل للوفيات تحت سن 5 سنوات في العالم.
علاوة على ذلك، تحدث حوالي 80% من وفيات الأطفال دون سن الخامسة في منطقتين فقط هما جنوب الصحراء الكبرى وجنوب آسيا. وهناك 6 بلدان مسؤولة عن نصف الوفيات العالمية دون سن الخامسة، وهي الهند ونيجيريا وباكستان وجمهورية الكونغو الديمقراطية وإثيوبيا والصين. وتمثل الهند ونيجيريا وحدهما ثلث الوفيات العالمية (دون سن الخامسة) بنسبة 32% تقريبًا.
وبالمثل، هناك تباينات بين الأسر الغنية والفقيرة في البلدان النامية. ووفقا لصحيفة أنقذوا الأطفال، فإن أطفال الأسر الأكثر فقراً في الهند معرضون للوفاة قبل بلوغهم سن الخامسة الخامسة بثلاثة أضعاف احتمال وفاة أطفال الأسر الأكثر ثراءً.
ويختلف معدل بقاء الأطفال في الدول حسب عوامل مثل معدل الخصوبة وتوزيع الدخل؛ يُظهر التغير في التوزيع وجود علاقة قوية بين بقاء الطفل وتوزيع الدخل وكذلك معدل الخصوبة، حيث تسمح زيادة بقاء الطفل بزيادة متوسط الدخل وكذلك انخفاض معدل الخصوبة.

## معدل
معدل وفيات الأطفال تحت الخامسة هو عدد الأطفال الذين يموتون قبل بلوغ الخامسة من عمرهم لكل ألف مولود حي. في عام 2009 كان المتوسط في العالم 6.0% نزولاً من 6.8% في عام 2007 و8.9% في 1990. في عام 2006 كان المتوسط في الدول النامية 79 (انخفاضاً من 103 في 1990)، في حين أن المتوسط في البلدان الصناعية 6 (نزولاً من 10 في 1990). واحد من كل ثمانية أطفال في الصحراء الفرعية لجنوب أفريقيا يموتون قبل عيد ميلادهم الخامس. أكبر تحسن بين عامي 1990 و2006 كان في أمريكا اللاتينية ومنطقة البحر الكاريبي، حيث تقلصت نسبة الوفيات 50%. وانخفضت وفيات الأطفال بالعالم بنسبة 60% منذ 1960. الطفل في سيراليون، والتي فيها أعلى نسبة وفيات في العالم (262 في 2007) أكثر عرضة للموت بحوالي 87 مرة من الذين يولدون في السويد (مع وجود نسبة 3). ووفقاً لاتفاقية حماية الطفل فإن هناك تفاوتاً كبيراً بين نسب الوفيات تحت سن الخامسة، بين الأسر الغنية والفقيرة في البلدان النامية. مثلاً الأطفال من الأسر الفقيرة في الهند أكثر بثلاث مرات عرضة للوفاة من الأسر الغنية قبل بلوغ الخامسة. وفقاً لمنظمة الصحة العالمية الأسباب الرئيسية للوفاة هي الالتهاب الرئوي والإسهال والملاريا والحصبة، وفيروس نقص المناعة البشرية. وسوء التغذية هو السبب بأكثر من ثلث وفيات الأطفال. يموت طفل كل 5 ثوان نتيجة الجوع—700 كل ساعة—16000 كل يوم—6 مليون طفل سنوياً—60% من مجموع وفيات الأطفال (التقديرات بين 2002-2008)

## أعلى المعدلات في العالم
في عام 2007 كان هناك 37 بلداً توفي فيها ما لا يقل عن 10% دون سن الخامسة، نزولاً من 41 في 2006. جميعها كانت في أفريقيا باستثناء أفغانستان. وكان ارتفاع المعدل من عام 1990 هو 7 من 37، أما أعلى 20 نسبة فهي:(وفاة لكل ألف)
1. سيراليون—262
2. أفغانستان—257
3. تشاد—209
4. غينيا الاستوائية—206
5. غينيا بيساو—198
6. مالي—196
7. بوركينا فاسو—191
8. نيجيريا—189
9. رواندا—181
10. بوروندي—180
11. النيجر—176
12. جمهورية أفريقيا الوسطى—172
13. زامبيا—170
14. موزامبيق—168
15. جمهورية الكونغو—161
16. أنغولا—158
17. غينيا—150
18. الكاميرون—148
19. الصومال—142
20. ليبيريا—133